# Nepenthes baramensis
Nepenthes baramensis este o specie de plante carnivore din genul Nepenthes, familia Nepenthaceae, ordinul Caryophyllales, descrisă de C. Clarke, J.A. Moran și Chi. C. Lee. Conform Catalogue of Life specia Nepenthes baramensis nu are subspecii cunoscute.

## Galerie de imagini

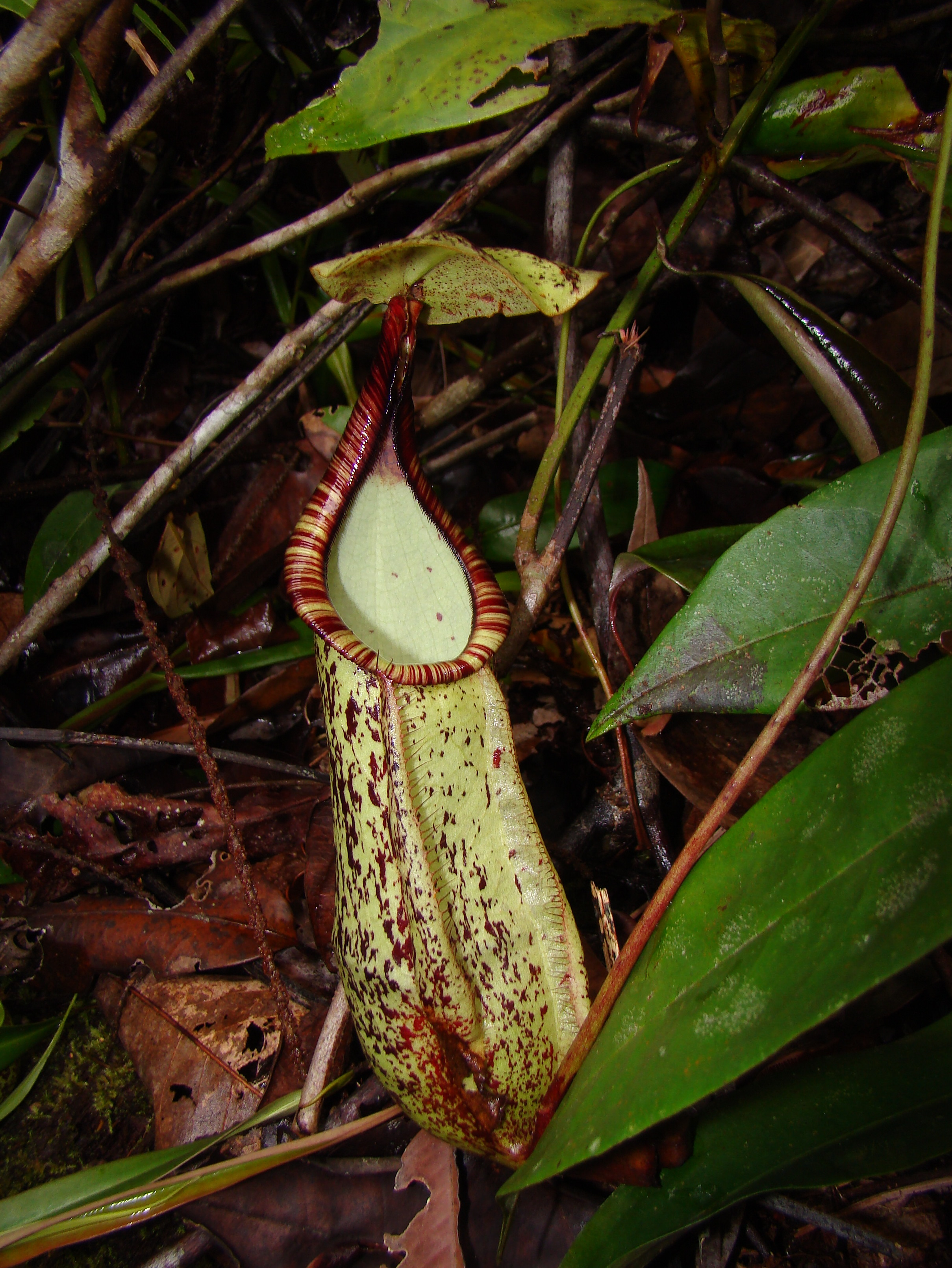